# Телокактус
Телокактус (Thelocactus (K.Schum.) Britton & Rose 1922) — рід сукулентних рослин з родини кактусових.

## Етимологія
Родова назава походить від грец. thele — «сосок», що пов'язано з тим, що всі види телокактуса мають чітко виражені туберекули.

## Історія систематики

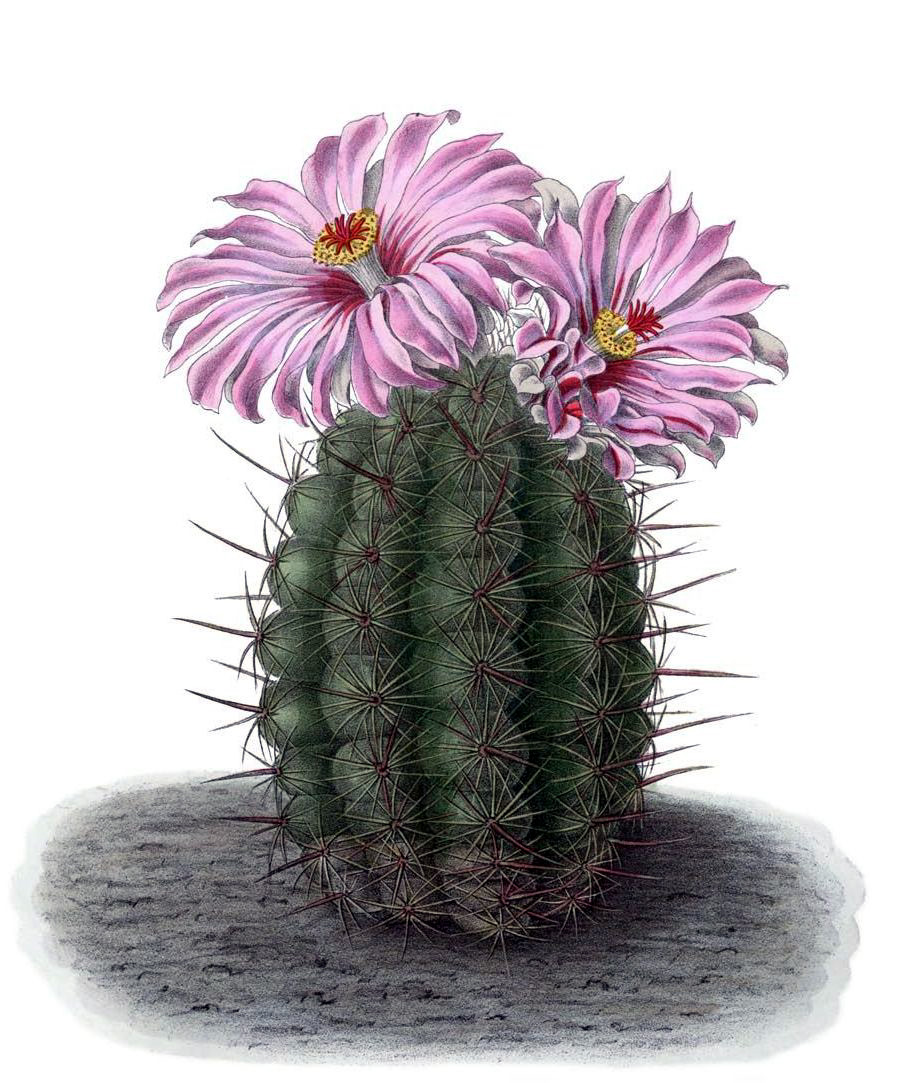
Ілюстрація Thelocactus bicolor у виданні 1904 року К. Шумана, М. Гюрке і Ф. Фаупеля «Blühende Kakteen» («Квітучі кактуси»)

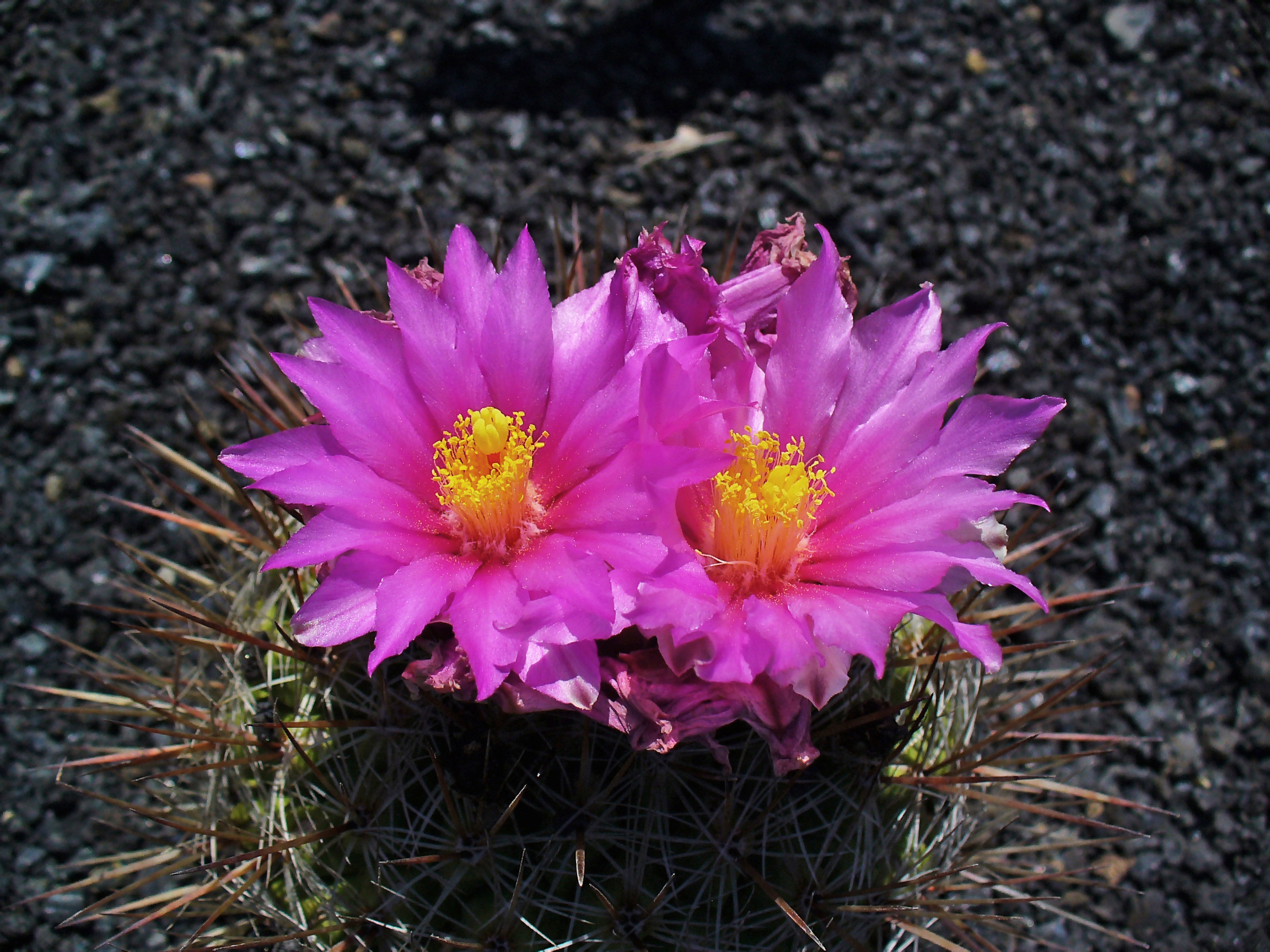
Цвітіння Thelocactus conothelos

Наприкінці XIX століття Карл Шуман описав цей Телокактус, зарахувавши його як підрід до роду Ехінокактус (Echinocactus). За його систематикою цей підрід містив 22 види. У 1922 році Натаніель Бріттон і Джозеф Роуз виділили цей таксон в окремий рід Thelocactus, залишивши в ньому 12, описаних Шуманом видів (тільки п'ять з них (Thelocactus hexaedrophorus, Thelocactus rinconensis, Thelocactus leucacanthus, Thelocactus tulensis, Thelocactus bicolor) залишаються на рівні виду після перегляду в 1987 році Андерсоном роду Thelocactus). Курт Бакеберг у своїй основній праці «Die Cactaceae» (томи 5 і 6) визначив 17 видів, і 8 різновидів цього роду. Чарльз Гласс і Роберт Фостер зараховували до телокактусів 10 видів і 7 різновидів. У 1978 році Едвард Андерсон і Барбара Ролстон публікують монографію про рід Thelocactus (в «Cactus & Succulent Journal»), в якій спробували включити види цього роду до роду Гімнокактус (Gymnocactus). Але це припущення пізніше було спростовано, і підрід Gymnocactus був віднесений Андерсоном до роду Neolloydia. У 1987 році Андерсон знову звернув свою увагу на рід Thelocactus і зробив повний перегляд роду (Bradleya 5: 49-76, огляд роду Thelocactus) за допомогою сучасних технологій, використовуючи скануючий електронний мікроскоп для того, щоб ретельно вивчити форму і структуру таких майже невидимих частин рослини, як частинки пилку, структуру насінної шкірки і епідермісу. В результаті цих досліджень він повернув Телокактусу статус роду, включивши до нього 12 видів і 9 підвидів (див. розділ Види).

## Загальна біоморфологічна характеристика

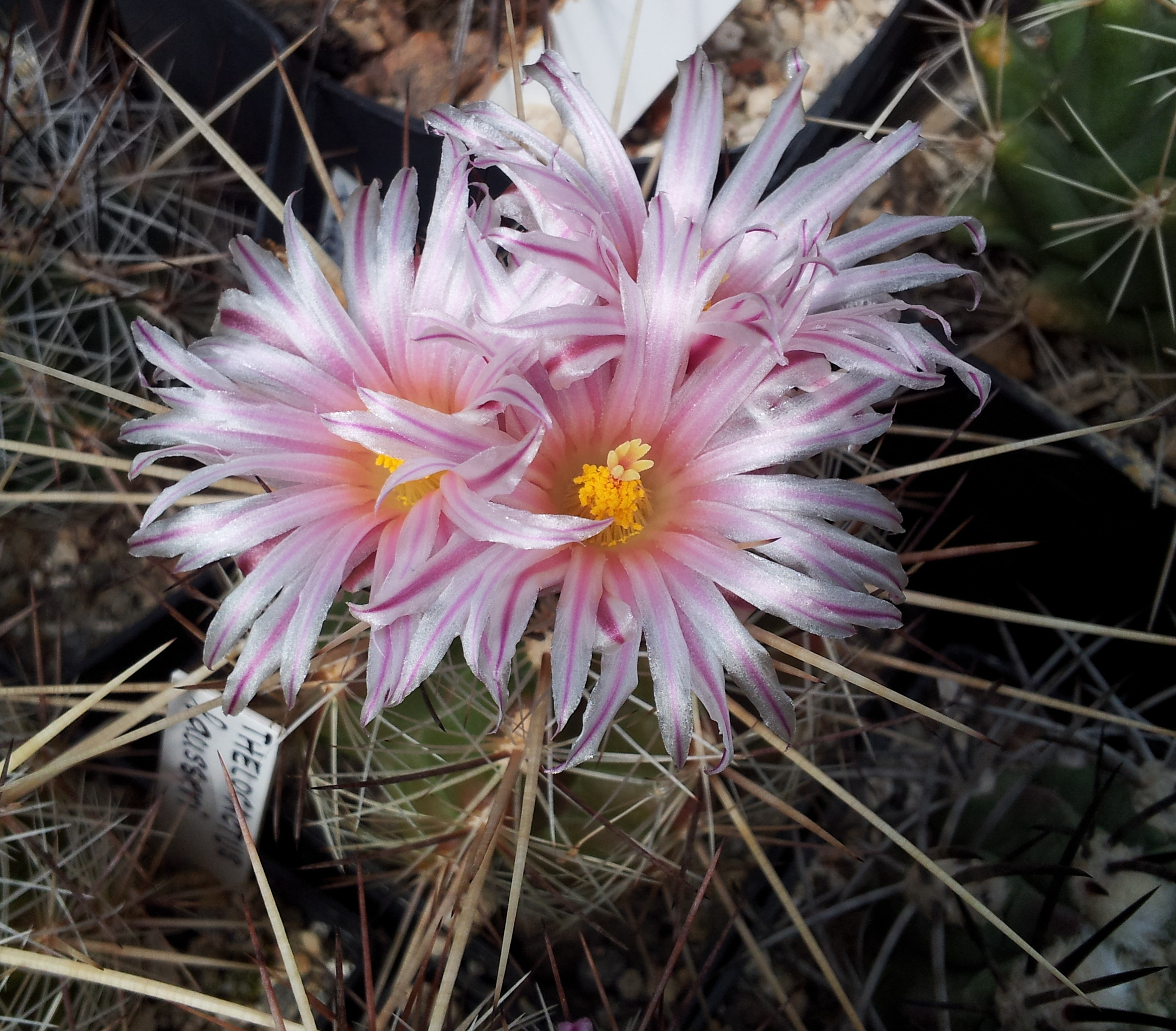
Thelocactus lausseri

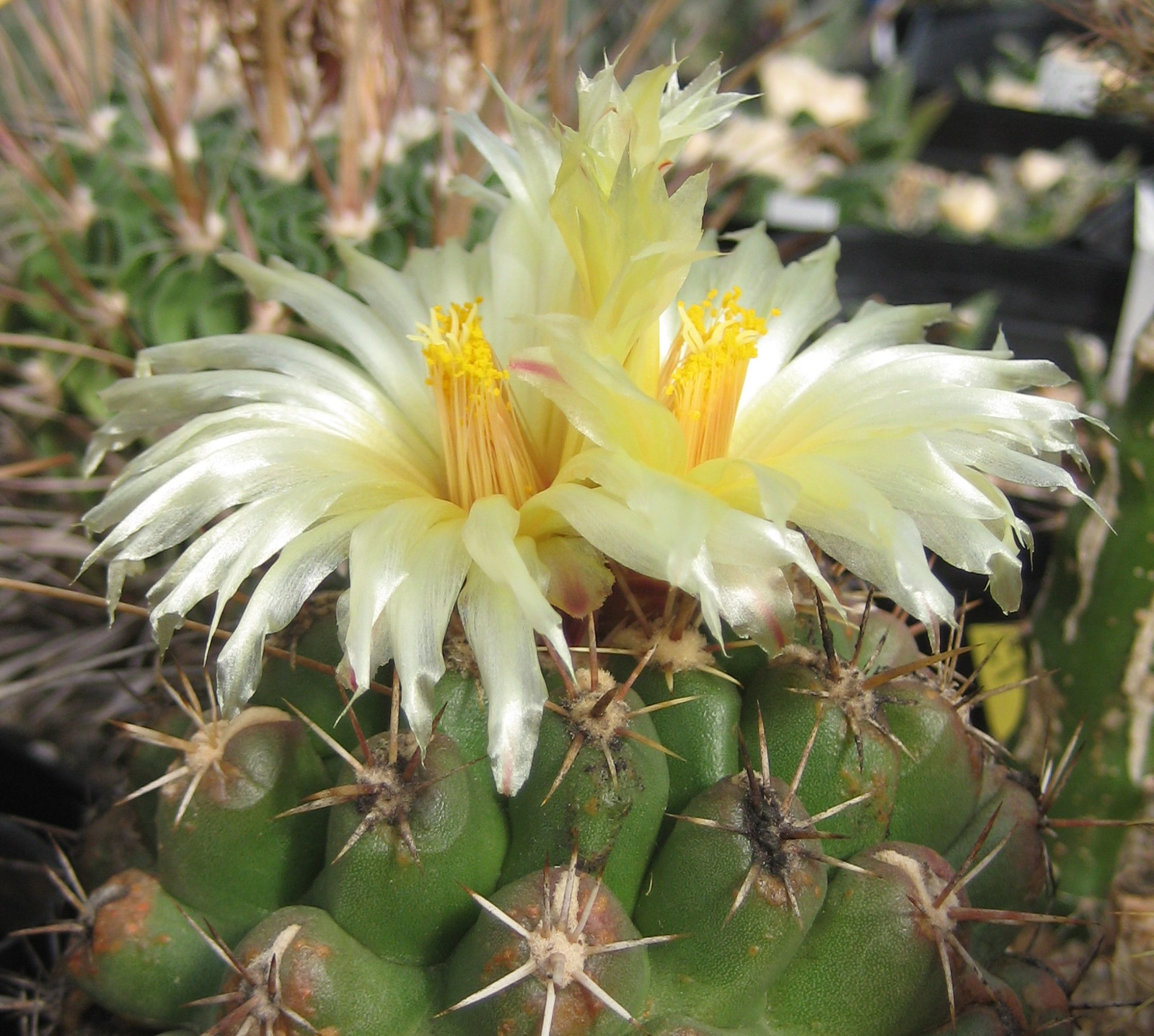
Thelocactus leucacanthus

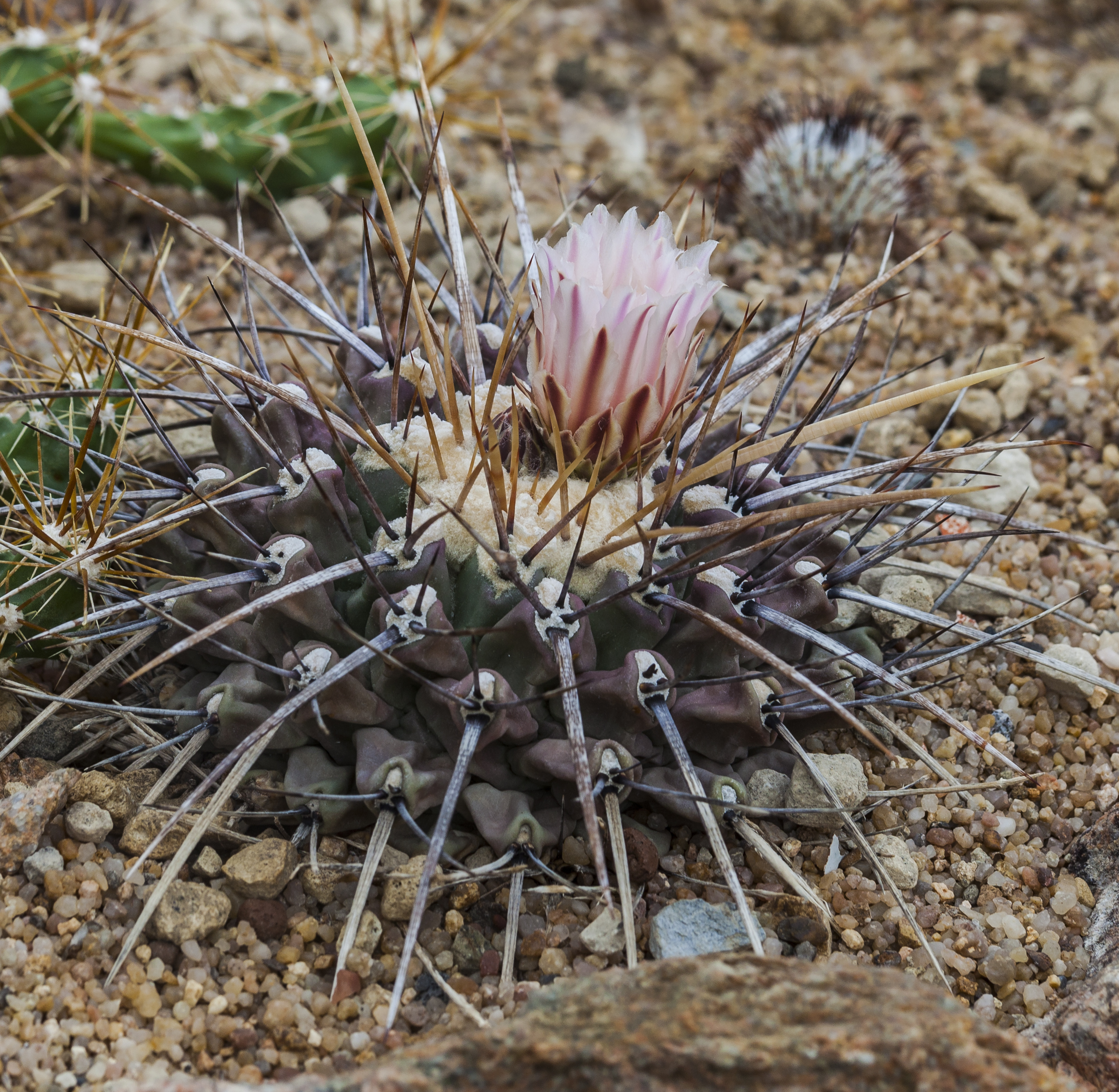
Thelocactus tulensis в Мюнхенському ботанічному саду

Рослини середньої величини, ростуть поодиноко або утворюють кущики з декількох пагонів. Стебло приплюснуто-кулясте, шароподібне, яйцеподібне, до більш-менш циліндричного, в діаметрі 3-30 (40) см, висота близько 5-35 см, 8-25 ребер, частіше 8 і 13, низьких і горбкуватих, часто повністю розділених на спірально розташовані пагорбки, більш-менш конусоподібні або пірамідальні. Ареоли круглі або овальні, спочатку з короткою білуватою шерстю, пізніше голі;
квіткоутворюючі ареоли розташовані у верхній частині більш-менш витягнуті, або подовжені до щілиноподібного жолобка або борозенки. У верхній частині ареоли між колючками і жолобком у деяких видів утворюються одна дві гландули (нектарника) — залози, що виділяють чисту віскозну рідину, солодку на смак. Колючки часто дуже густі і кольорові. Радіальних колючок в ареолі 0-25, вони прямі, або вигнуті 0,5-7,5 см завдовжки, голкоподібні або шилоподібні, до дуже приплющених. Центральних колючок в ареолі 0-4, прямі або зігнуті, міцні голкоподібні або шилоподібні, близько 1-10 см завдовжки. Колір всіх колючок спочатку білий, жовтий, коричневий до коричнево-червоного, червоний, пізніше сіро-коричневий; колючки гладкі або більш-менш закручені, в старості іноді розпадаються на волокна. Квіти виростають від жолобка, над ареолою на дуже молодих горбках поблизу середини верхівки, денні, дзвонові до тарілчастоподібні, завдовжки 2-7 см, в діаметрі від 2,5 до 10 см, білі, рожеві, червоні або жовті з різними відтінками, з шовковистим блиском. Зовнішні пелюстки оцвітини зазвичай з темнішою коричневою смужкою по середині тонкими зубчастими обідками, що плавно переходять в пофарбовані лусочки на квітковій трубці і насінники. Плід сухий більш-менш кулястий, в діаметрі 1-1,5 см, на ньому 5-30 тонких лусочок і завжди суха оцвітина, в зрілому стані околоплодник твердий, але соковитий, відкривається отвором біля основи, нахил якого до осі плоду близько 45 градусів. Насіння темно-коричневе до коричнево-чорного, більш-менш несиметричної форми і не постійної величини, яйцеподібне або грушоподібне по середині більш-менш здавлене, завдовжки 1-3 мм.

## Ареал і екологія
Батьківщиною телокактусів є гірські райони і плоскогір'я Мексики і півдня США. Більшість цих рослин виростає на вапняних схилах пустелі Чіуауа в Центральній і Північній Мексиці, від північного кордону до Керетаро. Ростуть на кам'янистому ґрунті, як на відкритих просторах, так і під притіненням трави, ксерофітних дерев і чагарників. Телокактуси найчастіше зустрічаються на південних схилах пагорбів у сусідстві з багатьма кактусами інших родів, на наносних ґрунтах, дренованих роздрібненими вапняними породами та продуктами вивітрювання лавового походження.
Ареал:
- США (Техас),
- Мексика (Чіуауа, Коауїла, Нуево Леон, Тамауліпас, Сан-Луїс-Потосі, Ідальго, Федеральний округ, Сакатекас, Керетаро).

## Культивування

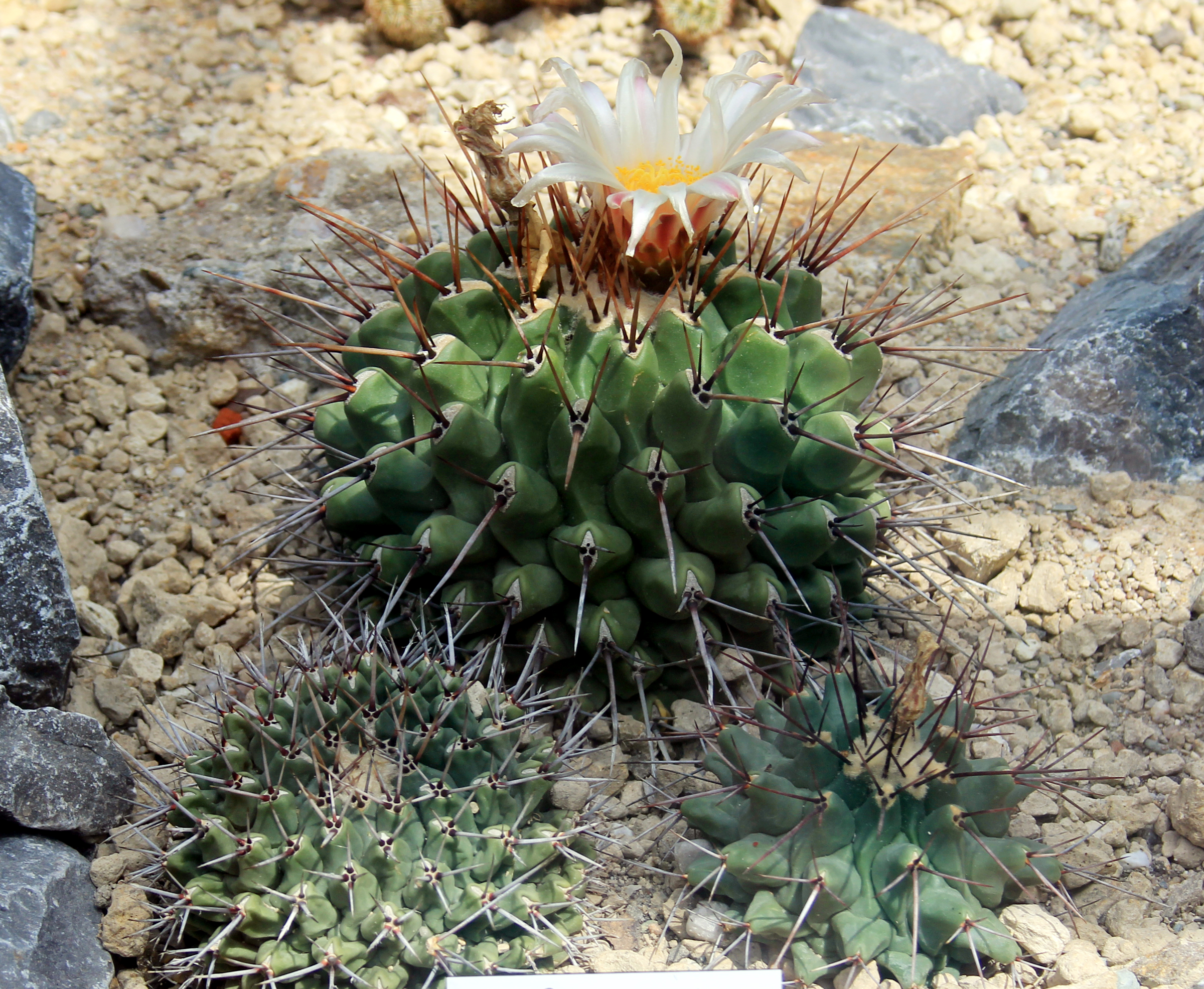
Thelocactus rinconensis в Празькому ботанічному саду

Телокактуси добре ростуть у мінералізованому субстраті, що складається наполовину з глинисто-дернової землі, до 30 % гравійних складових з домішкою дробленого гіпсу або мармурової крихти, а решта — наповнювачі. pH — близько 6. При достатку тепла і сонячного світла в період вегетації рослини розвиваються порівняно швидко і вже в 3-4-х річному віці готові, у своїй більшості, до цвітіння. При поливі потрібно враховувати, що період вегетації телокактусов в природі короткий, тому після рясних поливань в кінці весни — початку літа їх обсяг різко обмежують до настання осені, потім дешо збільшують і зводять до нуля до початку зимівлі. Рослини дуже чутливі до перезволоження. Внаслідок застоювання води в горщиках загниває коренева шийка, яку потрібно обкладати промитим щебенем або керамзитом.
Зимують телокактуси всуху при температурі 6-10 °C. Найкращим способом вважається розмноження посівом насіння, хоча «дітки», зняті з пеньків маточних рослин, вкорінюються порівняно легко і вегетативний спосіб розмноження телокактусів також заслуговує на увагу. Але якщо з покоління в покоління ці кактуси розмножувати вегетативно, вони довго не входять у фазу цвітіння. Сіянці і маленькі пагони рекомендовано спочатку тимчасово щепити.